# حمزة السالم
حمزة بن محمد السالم (1965م - 1385 هـ) هو إقتصادي، أكاديمي، ومؤلف سعودي. ولد في مدينة الدرعية، ونشأ في مكة المكرمة. حصل على البكالوريوس في العلوم العسكرية من كلية الملك خالد العسكرية عام 1985، ودرجة الماجستير في الإقتصاد من جامعة كلارك عام 2002، والدكتوراه في الاقتصاد عام 2005.
يعد السالم من كبار المنظرين الإقتصاديون في السعودية، وله صدام طويل مع التيار الإسلامي والبنوك الإسلامية في مسائل القروض والفوائد البنكية. وهو كاتب رأي في عدة صحف سعودية، وله عدة مؤلفات منها:«اقتصاديات القرض والبيع»، «اقتصاديات أصول فقه الزكاة»، «اقتصاد من لا اقتصاد له»، «الطلب على الاحتياطيات الأجنبية الدولية للدول المصدرة للطاقة» (بالإنجليزية).

## التعليم
- دكتوراه في الاقتصاد من جامعة كلارك عام 2005، الولايات المتحدة الأمريكية.
- ماجستير في الاقتصاد من جامعة كلارك عام 2002، الولايات المتحدة الأمريكية.
- ماجستير في إدارة الأعمال من جامعة كلارك عام 2000، الولايات المتحدة الأمريكية.
- بكالوريس في العلوم العسكرية من كلية الملك خالد العسكرية عام 1985، الرياض.

## وصلات خارجية
- برنامج إضاءات:
  - اضاءات:. حمزة السالم، 13 ديسمبر 2011م.
- برنامج حديث العمر:
  1. د. حمزة السالم أستاذ الاقتصاد المالي، 26 فبراير 2016م.
  2. د.حمزة السالم ضيف برنامج حديث العمر، 30 سبتمبر 2016.
- بودكاست فنجان:
  - «الاقتصاد ابن الغرب» ، 04 مارس 2020.